# ياماها موتور
شركة ياماها موتور المحدودة (بالإنجليزية: Yamaha Motor Company)‏، هي شركة يابانية متخصصة في تصنيع وسائل النقل، بما في ذلك الدراجات النارية والقوارب والمحركات ومنتجات ميكانيكية أخرى. تأسست الشركة في عام 1955 بعد انفصالها عن شركة نيبون غاكي المحدودة (التي تعرف حاليًا بشركة ياماها)، ويقع مقرها الرئيسي في مدينة إواتا بمحافظة شيزوكا في اليابان. تدير الشركة اعتبارًا من عام 2012 عمليات التطوير والإنتاج والتسويق من خلال 109 شركات فرعية موحدة.
تأسست الشركة تحت قيادة مؤسسها والرئيس الأول جينيتشي كاواكامي [الإنجليزية]، حيث انطلقت ياماها موتور بعد الانفصال عن شركة تصنيع الآلات الموسيقية ياماها في عام 1955، وبدأت بإنتاج أول منتج لها وهو الدراجة النارية YA-1 بسعة 125 سي سي، التي حققت نجاحًا سريعًا وفازت بسباق تسلق جبل فوجي الثالث ضمن فئتها.
تشمل منتجات الشركة المركبات (الدراجات النارية، السكوترات، الدراجات الميكانيكية)، القوارب (القوارب الشراعية، القوارب الشخصية والمخصصة للصيد)، معدات صناعية (محركات خارجية، عربات الجولف، مركبات الطرق الوعرة، محركات سيارات)، أدوات ميكانيكية (مولدات كهربائية، مضخات مياه، أجهزة تركيب السطوح، وحدات طاقة للكراسي المتحركة)، خدمات ترفيهية وسياحية (إدارة مرافق الترفيه والخدمات المرتبطة).  
تُعد ياماها ثاني أكبر شركة في العالم من حيث مبيعات الدراجات النارية، كما تحتل الصدارة عالميًا في مبيعات المركبات المائية.

## وصلات خارجية
- الموقع الإلكتروني